# Apostoliska vikariatet i de nordiska missionerna
Apostoliska vikariatet de i nordiska missionerna, tidvis Apostoliska vikariatet i Norden, var den jurisdiktion med vilken katolska kyrkan formellt företräddes i Norden och Nordeuropa från 1667 till 1868 respektive 1930, varav katolska kyrkan i Sverige från 1667 till 1783. 
Benämning, organisation och territoriell omfattning skiftade i omgångar och sträckte sig över Norden samt Nordeuropa i stort. Efter ökad religionsfrihet i Sverige genom toleransediktet, efterträddes det till exempel i Sverige av Apostoliska vikariatet i Sverige 1783.
När vidare också resten av Norden uppgått i mindre apostoliska vikariat, övergick det från 1868 till det mer sydligt inriktade Apostoliska vikariatet i de nordtyska missionerna som varade fram till 1930 efter att det Preussiska konkordatet upprättades mellan Preussen och Heliga stolen 1929.